# Roland Dalo
Roland Dalo Luhata, né le 6 mars 1964 au Congo-Kinshasa, est un pasteur pentecôtiste congolais. Il est visionnaire du centre missionnaire Philadelphie (CMP),, et responsable de Dalo Ministries en République démocratique du Congo,,,,.

## Biographie
Roland Dalo est né en République démocratique du Congo, il est marié à Madame Viviane Malemba et père de quatre enfants. Il est le visionnaire du centre missionnaire Philadelphie créé depuis le 24 février 2008.

### Ministère
Il se convertit au christianisme le 6 novembre 1985, reçoit sa vocation en 1989 et évangélise depuis 1991. Il obtient son diplôme en théologie à Nairobi, à East Africa School of Theology et un diplôme en communication chrétienne du centre international de Kinshasa en 1991.
Dans les années 2000, il assiste le pasteur Jacques André Vernaud du centre évangélique la « borne ».
Le 30 octobre 2016, le pasteur Roland cède la direction de l’église au pasteur Ken Luamba et au pasteur Athoms Mbuma, pour se consacrer aux activités de Dalo ministries. Il est reconnu comme apôtre le samedi 20 juillet 2019 par la communauté des Assemblées de Dieu au Congo (CADC), au temple de Philadelphie à Funa dirigé par Athoms Mbuma.